# 村上敬亮
村上 敬亮（むらかみ けいすけ、1967年〈昭和42年〉1月20日 - ）は、日本の経産官僚。デジタル庁統括官。

## 略歴・人物
東京都渋谷区出身。1985年、私立武蔵高等学校卒業。1990年、東京大学教養学部教養学科相関社会科学分科卒業。2000年、ミシガン大学経済学部卒業。
通商産業省（現・経済産業省）には1990年に入省。資源エネルギー庁配属。湾岸危機対応、地球温暖化防止条約交渉に従事した後、部署を変え、PL法立法作業などの消費者行政を担当。1995年から2004年までは、著作権条約交渉、政府調達制度改革、電子タグの国際標準化、e-Japan戦略の策定、Enterprise Architectureの普及など、IT政策に。2005年、資源エネルギー庁総合政策課に戻り、総合エネルギー戦略を策定。2006年、大臣官房会計課。2007年より情報政策課企画官。2007年、コンテンツ課長として、クールジャパン戦略を立ち上げ。その後、COP15など地球温暖化防止条約交渉、そして資源エネルギー庁に戻り、東日本大震災直後に、固定価格買取制度の創設など再生可能エネルギー政策を担当。
2014年に、石破茂地方創生担当大臣就任にあわせ内閣官房に出向し、それから6年間、国家戦略特区も含め、内閣官房・内閣府で、地方創生業務を担当（役職は内閣府地方創生推進事務局審議官）、地域創生イニシアティブ「まち・ひと・しごと創生総合戦略」を主導した。このときの取り組みが称えられ、「Agile 50（アジャイル50）」 - 政府に革命を起こす世界で最も影響力のある50人 - に選ばれた。2020年7月に経済産業省に帰任し、中小企業庁経営支援部長。2021年7月、内閣官房副長官補付内閣審議官兼内閣官房情報通信技術総合戦略室長代理。2021年9月、デジタル庁統括官。
- 「Agile 50」：とは、アジャイルガバナンス（第四次産業革命に対応するガバナンスのアップデート）の実現に尽力した公共部門リーダーを世界から50人選出する取り組み。世界経済フォーラムGlobal Future Council on Agile Governanceと国際官民連携ネットワークApoliticalにより、世界各国300人以上の候補者から50人のリーダー等が10個の基準（未来志向/結果重視/実験環境の提供/迅速な対応/事業者主導/連携体制/国家行政と地方行政/国際性/イノベーター視点/市民中心）を元に選出。2020年度は村上を含め、日本からは4名が受賞した。

## 受賞歴
- Agile 50 - 政府に革命を起こす世界で最も影響力のある50人（2020年12月9日）

## 著書
- 『地域しごとづくりへの挑戦（中央公論新社、2017年3月21日）』
- 『ビオシティ62号 再生可能エネルギーを活かした地域創造へ』（ブックエンド、2015年4月6日）
- 『グリーンパワーブック』（ダイヤモンド社、2013年12月13日）
- 『ISED 情報社会の倫理と設計　設計編』（河出書房新社、2010年5月25日）
- 『智場#112 コンテンツの未来・・・競争力、制度、文化』（国際大学グローバル・コミュニケーション・センター、2008年12月15日）
- 『ソフトウェア価格決定の理論と実務』（中央経済社、1998年12月1日）

## 外部サイト
- 村上敬亮 (@KeisukeMURAKAMI) - X（旧Twitter）
- 村上敬亮 情報産業の未来図 - CNET Japan - ウェイバックマシン（2012年7月2日アーカイブ分）
- 村上敬亮 - GLOBIS 知見録
- 村上敬亮 ISED@glocom